# Шёнхаузен (Мекленбург)
Шёнхаузен (нем. Schönhausen) — община в Германии, в земле Мекленбург-Передняя Померания.
Входит в состав района Мекленбург-Штрелиц. Подчиняется управлению Вольдег. Население составляет 263 человека (на 31 декабря 2010 года). Занимает площадь 18,74 км².